# Charles Nungesser

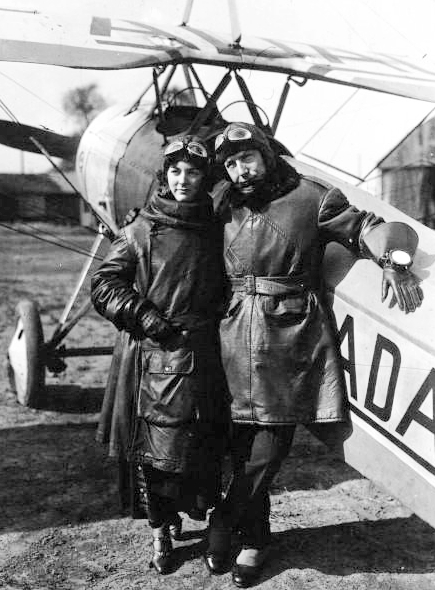
Charles Nungesser mit seiner Verlobten auf dem Flughafen von Orly (1923)

Charles Nungesser (* 15. März 1892 in Paris; † verschollen am 8. Mai 1927 im Atlantik oder in Nordamerika) war ein französischer Flugpionier. Bekannt wurde er als Jagdflieger des Ersten Weltkriegs.

## Kindheit und Jugend
Nungesser war im Alter von 15 Jahren nach Südamerika ausgewandert, wo er als Cowboy, Boxer und Autorennfahrer zahlreiche Abenteuer erlebte und auch Flugstunden nahm.

## Erster Weltkrieg

### Kriegsausbruch
Vor dem Ausbruch des Krieges war Nungesser nach Frankreich zurückgekehrt. Er meldete sich beim 2e régiment de hussards (2. Husarenregiment), wo er bereits am zehnten Gefechtstag mit der Médaille militaire  ausgezeichnet wurde. Es war ihm gelungen, die feindlichen Linien zu passieren, einige preußische Offiziere niederzuschießen und mit deren Mors-Automobil samt gefundener Planungsunterlagen zu seinem Gefechtsstand zurückzukommen. Der Divisionskommandeur bezeichnete ihn als „Husar auf dem Mors“ und genehmigte sein Gesuch, zu den französischen Luftstreitkräften versetzt zu werden.

### Einsatz als Militärflieger
Nungesser kam zur Escadrille VB 106 in Dünkirchen, wo er als Pilot eines Bombers vom Typ Voisin X 53 Bombenflüge durchführte. Dabei griff er auch feindliche Flugzeuge an, die ihm begegneten. Am 30. Juli 1915 schoss er eine deutsche Albatros ab, die sich auf einem Testflug befand. Für diese Tat wurde Nungesser mit dem Croix de guerre ausgezeichnet und zur Escadrille de chasse N 65 nach Nancy versetzt, die mit Jagdflugzeugen Nieuport 11 „Bébé“ ausgerüstet war. Nachdem er mehrmals Jagdeinsätze mit waghalsigen Flugkunststücken beendet hatte, wurde er mit acht Tagen Arrest bestraft. Seine Bestrafung wurde jedoch ausgesetzt, nachdem er am 28. November 1915 eine zweite Albatros abgeschossen hatte.

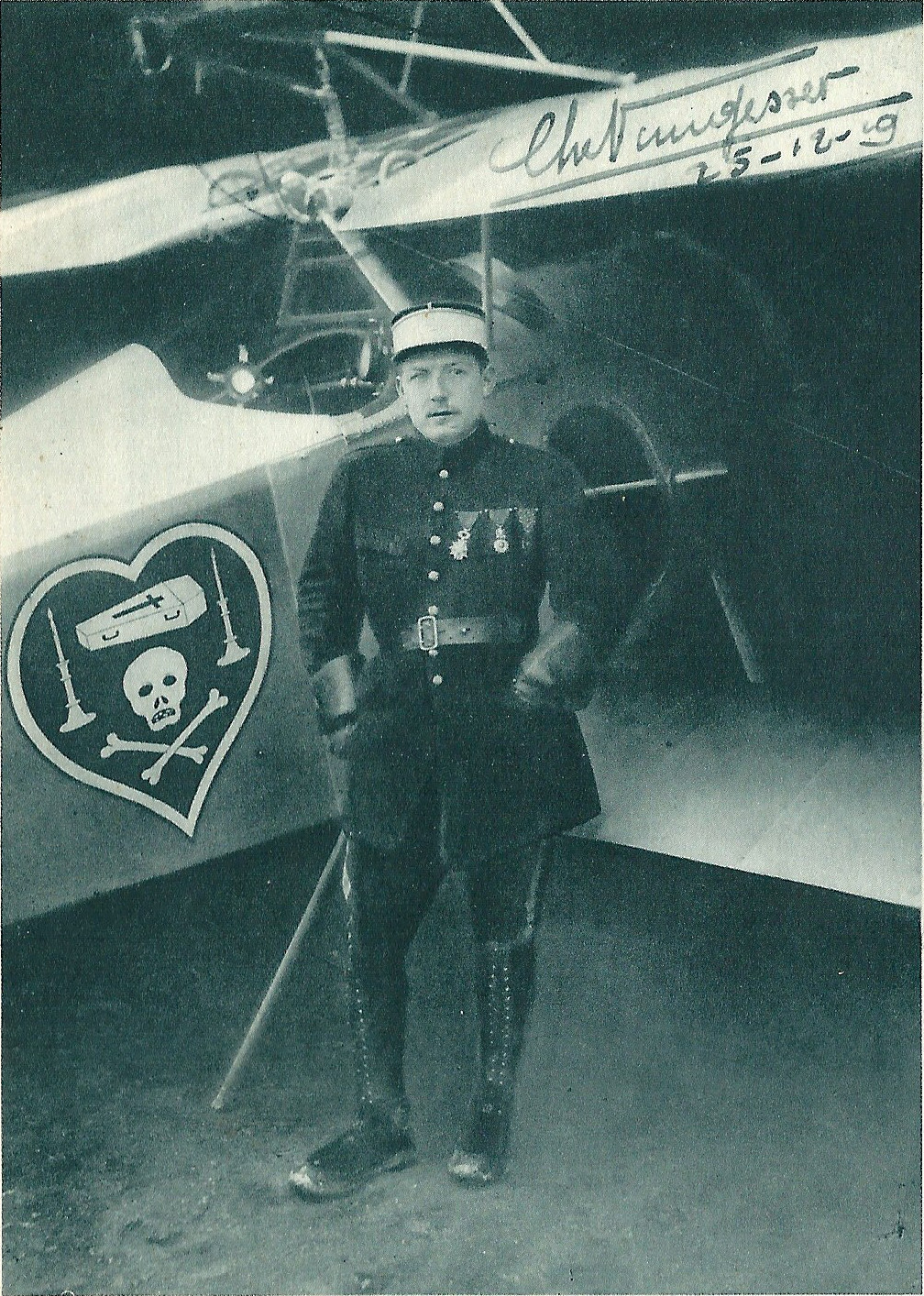
Nungesser und sein Jagdflugzeug Nieuport 17

Im Februar 1916 wurde er bei der Erprobung des Prototyps eines neuen Jagdflugzeugs vom Typ „Ponnier“ schwer verletzt, als er beim Start abstürzte. Nachdem er am 28. März aus dem Lazarett entlassen worden war, begab er sich nicht in den Genesungsurlaub, sondern zurück zu seiner Escadrille. Er ließ sich in das Flugzeug hinein- und herausheben, um Kampfeinsätze fliegen zu können.
Nungesser nahm an der Schlacht um Verdun teil und erzielte bis zum 22. Juli 1916 zehn Luftsiege, bis er an die Somme verlegt wurde. Hier ließ er sein Flugzeug, eine Nieuport 17, erstmals mit seinen typischen Insignien bemalen: ein schwarzes Herz, darauf ein Totenschädel mit gekreuzten Knochen, zwei Kerzenleuchtern und ein Sarg. Über der Somme errang er bis Ende 1916 weitere neun Luftsiege, darunter am 26. September einen dreifachen Abschuss. Mehrere Duelle lieferte er sich mit dem deutschen Piloten Josef Jacobs. Als dieser nach einer Ladehemmung notlanden musste, soll ihn Nungesser in drei Metern Höhe überflogen und freundlich gewinkt haben, ohne auf den wehrlosen Gegner zu schießen.
Nach seinem schweren Flugunfall und weiteren Kampfverwundungen blieb seine Konstitution geschwächt. Er musste erneut ins Lazarett, handelte aber mit den Ärzten seine bedingte Entlassung aus – nach jedem Einsatzflug musste er zurück ins Lazarett, um sich weiter behandeln zu lassen. So flog er im Mai 1917 mit seiner Nieuport Begleitschutz für eine Bomberformation, die Escadrille VB 116 in Dünkirchen, die neben einem Krankenhaus stationiert war. Bis zum Ende des Jahres 1917 erzielte er weitere neun Luftsiege.
Schließlich hatte sich sein Zustand soweit gebessert, dass er zurück zu seiner Escadrille N 65 kam. Kaum zurück, wurde er im Oktober 1917 bei einem Autounfall, bei dem sein Mechaniker Roger Pochon am Steuer ums Leben kam, schwer verletzt. Nungesser wurde erneut ins Lazarett gebracht.
Dennoch flog er auch 1918 weiter und erzielte weitere Abschüsse. 
Am 15. August 1918 griff er verschiedene Fesselballons an, wobei er seinen 43. und letzten Luftsieg erzielte.

## Nachkriegszeit
Auf Anraten des Unterstaatssekretärs für Luftfahrt gründete Nungesser in Orly eine Flugschule, in der auch die bekannte Fliegerin Hélène Boucher ihren Erstflug machte. Die Flugschule ging jedoch in Konkurs. Nungesser reist daraufhin zu einer Tournee in die USA, wo er an 55 Ausstellungsorten seine Luftkampftaktiken vorstellte.

### Atlantikflug
Im Jahre 1927 fand sich Charles Nungesser mit François Coli zu einem gewagten Projekt zusammen. Der Hotelunternehmer Raymond Orteig hatte die enorme Summe von 25.000 US-Dollar als Preis für die erste Atlantiküberquerung mit dem Flugzeug ausgesetzt. Nungesser plante daher, zusammen mit Coli den Atlantik nonstop von Paris nach New York zu überqueren. Der Konstrukteur Pierre Levasseur entwickelte den Prototyp PL 8, einen Doppeldecker mit einem Lorraine-Dietrich-12-Eb-Motor mit 450 PS. Nungesser taufte das Flugzeug „L’Oiseau Blanc“ („Weißer Vogel“). Um die fünf Tonnen schwere Maschine, die eine Startbahn von mehr als einem Kilometer zum Abheben brauchte, nicht mit noch mehr Gewicht zu belasten, verzichteten Nungesser und Coli auf ein Funkgerät. 
Am 8. Mai druckte die französische Zeitung „La Presse“ voreilig die Meldung eines Rekorderfolgs für den 9. Mai. Doch nachdem das Flugzeug in der Normandie bei Étretat ein letztes Mal gesichtet worden war, blieb es verschollen. Es scheint noch Irland überflogen zu haben, da ein britischer Marineoffizier das weiße Flugzeug in seinem Bordbuch vermerkt hat. Es wird vermutet, dass die Maschine zwar den amerikanischen Kontinent erreicht hat, aber von der Route abkam nach Norden und der Treibstoff nicht ausreichte, um sich am Sankt-Lorenz-Strom orientierend noch Québec zu erreichen. Es könnte auch der Höhenmesser nach dem Passieren eines Tiefdruckgebiets dejustiert gewesen und das Flugzeug daher an den Küstengebirgen im US-Staat Maine zerschellt sein.

## Gedenken

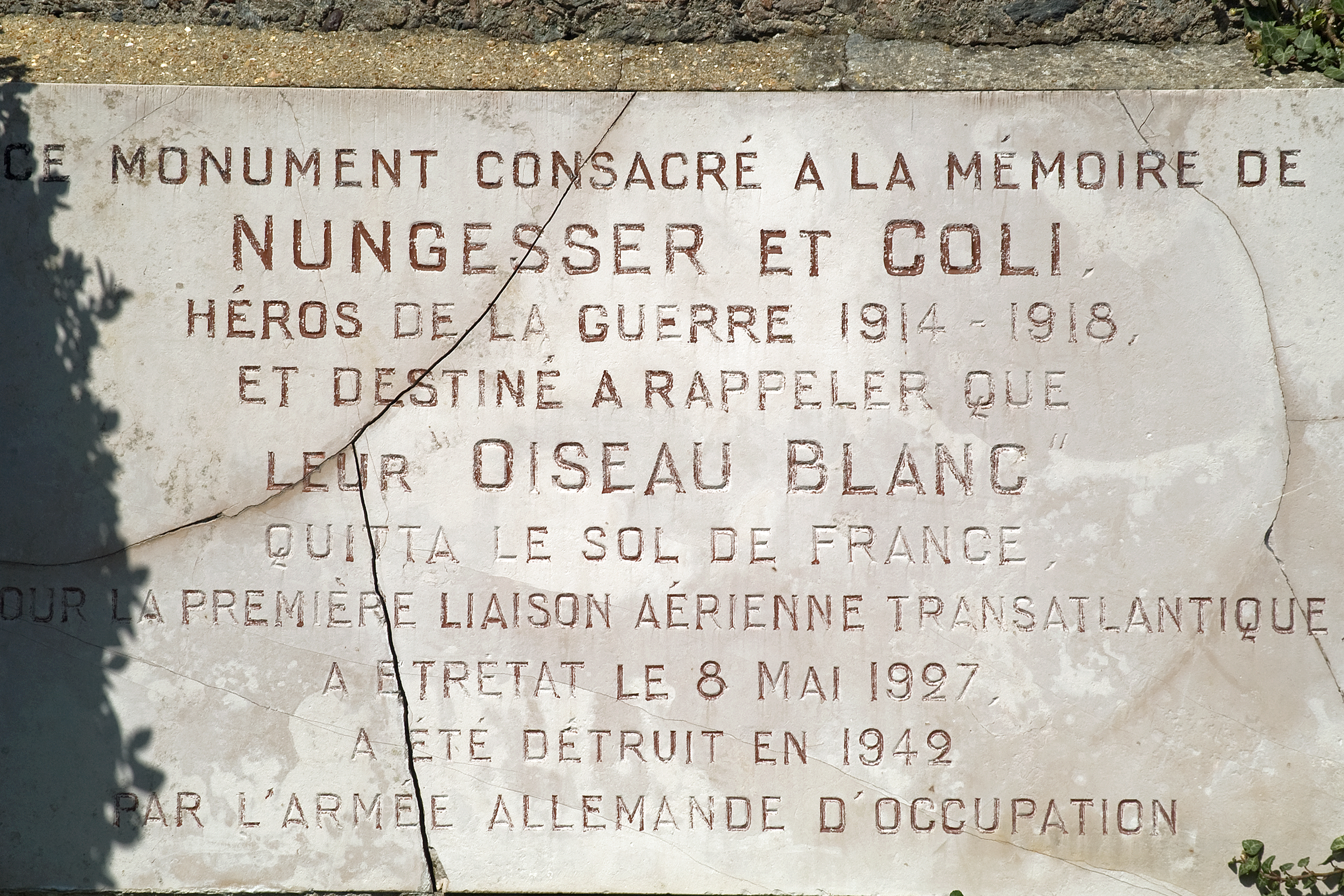
Tafel am Denkmal in Étretat

Die beiden französischen Flieger Dieudonné Costes und Joseph Le Brix benannten ihre Bréguet 19 GR, mit der sie die Welt in 39 Etappen bei einer Flugstrecke von 57.000 km umrundeten, „Nungesser et Coli“.
Das Fußballstadion des FC Valenciennes trug seinen Namen; 2012 wurde das Stade Nungesser abgerissen.
Bei Étretat in der Normandie, wo die Maschine der beiden Flieger zuletzt gesichtet wurde, wahren heute das Nungesser-und-Coli-Denkmal und ein Museum das Gedenken an die beiden Flieger.
Eine französische Briefmarke von 0.40F von 1967 "Nungesser et Coli, 8 mai 1927", wurde von Clément Serveau gezeichnet und von Claude Durrens graviert (Y&T n°1523)
Am 25. Juli 2015, wurde Leutnant Nungesser Pate des Jahrgangs 2014–2016 der französische Offizieranwärterschule (E.M.I.A.). Dieser Jahrgang trägt seinen Namen und ein Lied wurde zu seinen Ehren erstellt.

## Auszeichnungen
- Offizier der Ehrenlegion
- Französische Militärmedaille
- Military Cross (Vereinigtes Königreich)
- Croix de guerre (Frankreich) mit 28 Palmen und zwei Sternen
- Belgischer Leopoldsorden
- Kriegskreuz (Belgien)
- Distinguished Service Cross (USA)
- Rumänischer Militärorden Michael der Tapfere
- Tapferkeitskreuz (Serbien)